# Стрелец, Надежда Игоревна
Наде́жда И́горевна Стреле́ц (род. 16 мая 1980, Воронеж) — российская журналистка и блогер. С 2020 года ведёт авторский канал на YouTube под названием «Надежда Стрелец», в котором она берёт интервью у известных людей.

## Биография
Родилась 16 мая 1980 года в Воронеже. После окончания Воронежского государственного университета по специальности «филолог-литературовед», переехала в Москву и в 2007 году стала выпускающим редактором портала «Top4Top» под руководством Дмитрия Диброва. В 2008 году участвовала в запуске телепроекта «Городские пижоны» на Первом канале.
С 2008 по 2013 год занимала пост редакционного директора интернет-журнала «FashionTime».
С 2013 по 2018 год была диджитал-директором «Elle Russia».
В качестве журналиста глянцевых медиа с 2013 по 2018 год брала интервью у Моники Беллуччи, Ирины Шейк, Клаудии Шиффер, Тилан Блондо, Поппи Делевинь и других западных и российских звёзд.
В 2018 году стала диджитал-издателем InStyle.ru.
С марта 2020 года является ведущей авторского YouTube-канала «Надежда Стрелец» (ранее — «Стрелец-молодец»), где берёт интервью у известных людей. По состоянию на начало 2025 года канал имеет 1,79 млн подписчиков и 331 млн просмотров. Самые популярные интервью по состоянию на март 2025 года — с Татьяной Черниговской (17 млн просмотров), с Тамарой Глоба (16 млн просмотров), Валей Карнавал (11 млн просмотров), Ольгой Бузовой (8,1 млн), Ксенией Бородиной (7,9 млн), Юлией Меньшовой (7,2 млн просмотров).
Замужем. Двое детей — Платон и Пётр.

## Награды
В 2020 году стала номинантом на премию «Интервьюер года» в рамках Третьей национальной премии в области веб-индустрии.
В 2021 году стала номинантом на премию «ТЭФИ» в категориях «Видеоблог» и «Интервьюер» (Диджитал СМИ).

## Критика
После поста Ксении Собчак подверглась критике за то, что назвала Леонида Володарского родоначальником жанра «гоблинского перевода». Поклонники Дмитрия Пучкова (Гоблина) считают эту формулировку некорректной. Сама Стрелец ссылалась на статью в Википедии про гоблинский перевод, где говорится о том, что любой одноголосый перевод можно называть гоблинским.